# 大青褶伞
大青褶傘又稱綠孢環柄菇，俗稱綠褶菇（green-gill parasol），是蘑菇科青褶傘屬的一種真菌。成長時蕈傘先是白色再漸變成淺土色，直徑約十多公分，菌柄可高達十五公分，菌褶幼時白色成熟後漸成灰綠色，即名字綠褶菇的由來，孢子印為暗綠色。
夏天至秋天常在草地上成群出現，由於菌絲體在地表以輻射狀蔓延生長，菇體冒出地面時成環狀排列，歐美傳說這是仙女們晚上跳舞所留下的痕跡，因此稱作仙女環。綠褶菇形成的仙女環會逐年擴大。

## 毒性
綠褶菇有毒，食用會造成嘔吐、腹瀉、血便、腹痛等腸胃炎症狀，可能因而脫水致死。若及早就醫，提供支持治療，可以痊癒，不會留下後遺症。
在台灣，綠褶菇是最常引起中毒的菇類，許多人將其和雞肉絲菇混淆。在歐美，綠褶菇也常和高大環柄菇混淆而造成誤食。重要的分辨依據是青褶傘的孢子為綠色。

## 圖覽

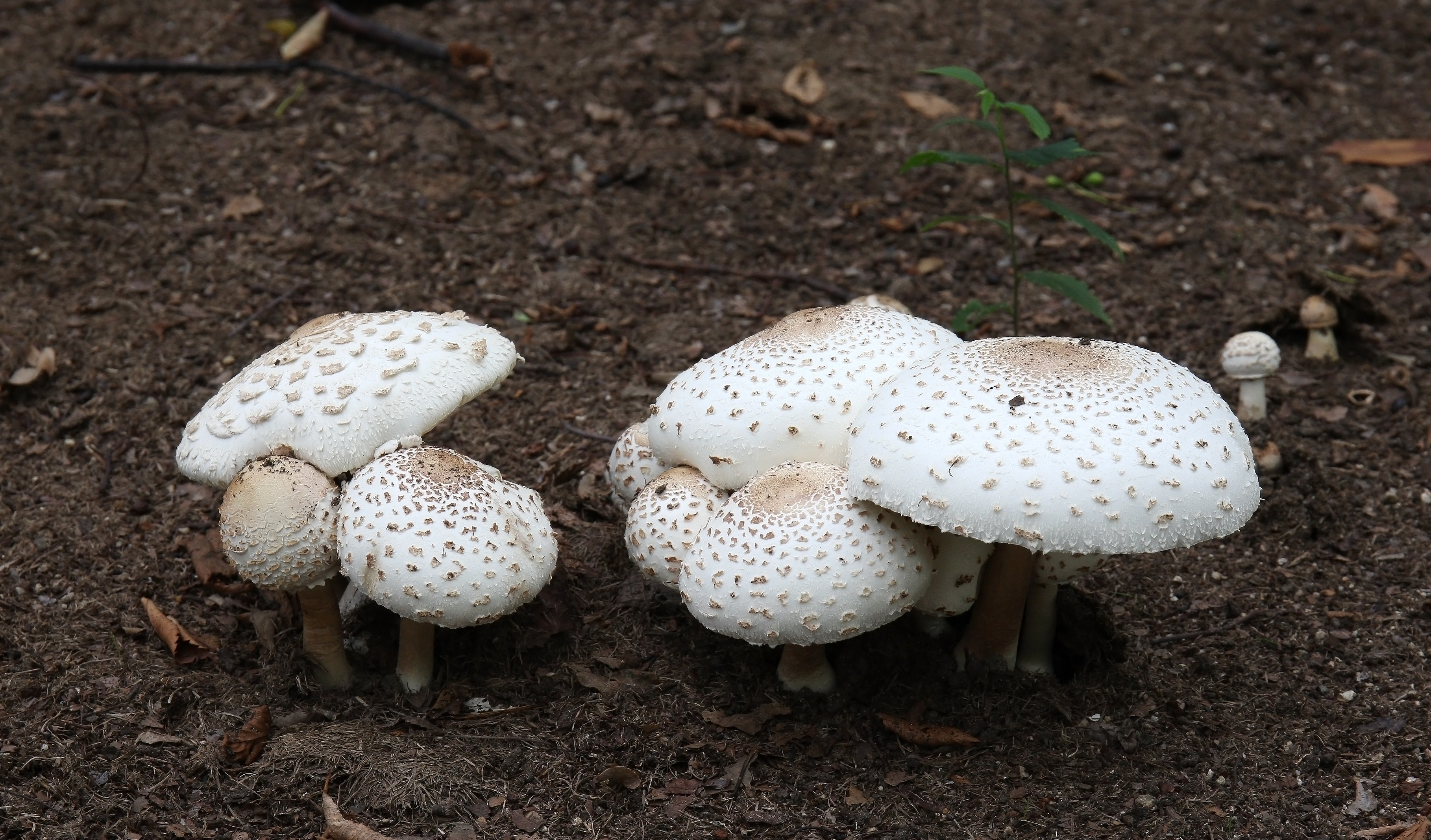
在大阪
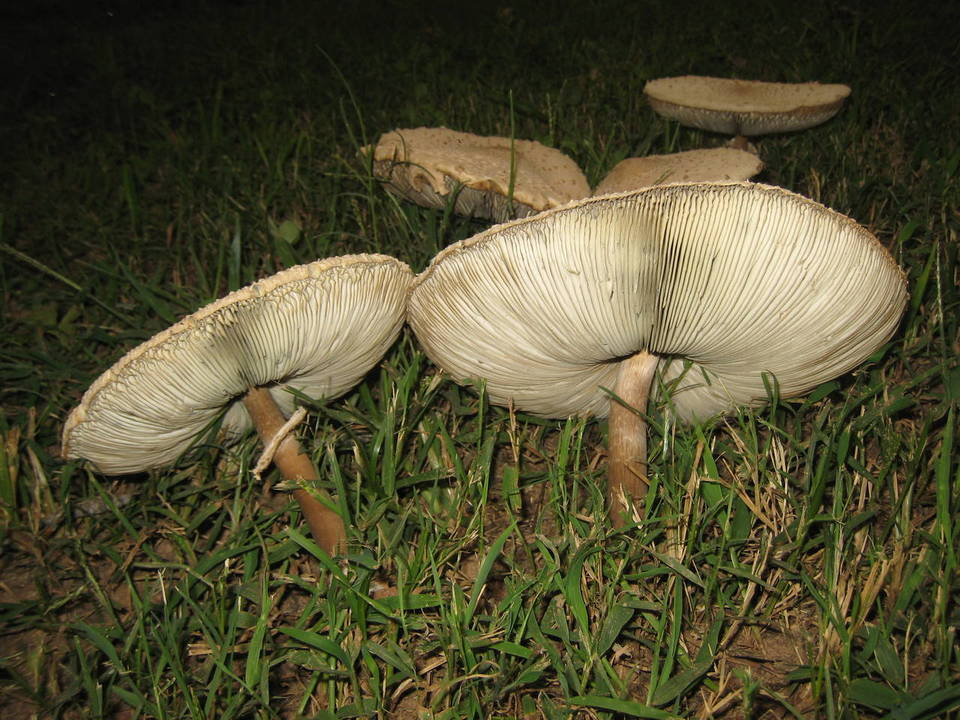
綠褶菇
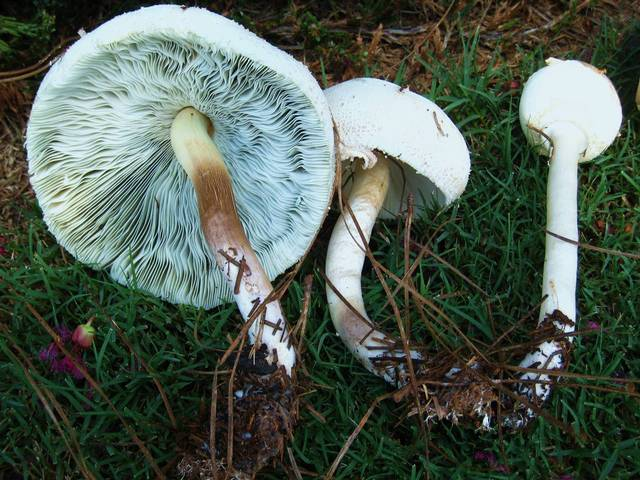
綠褶菇
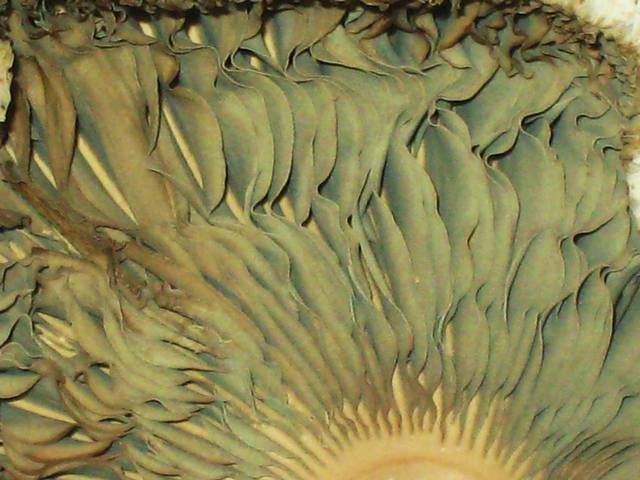
菌褶
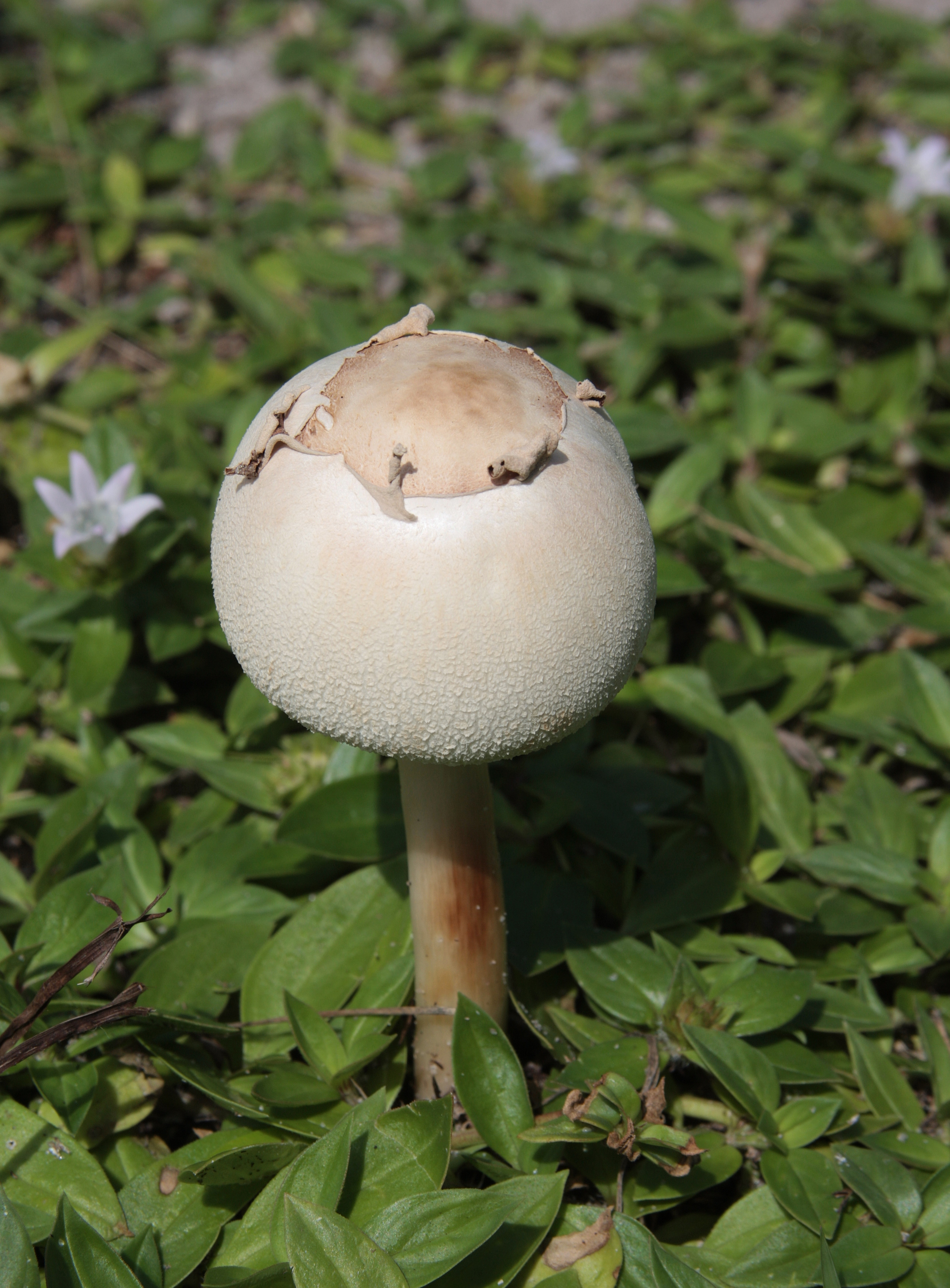
幼綠褶菇

## 文獻
- 有趣的真菌（三版 2005）頁80，國立自然科學博物館 發行

## 外部連結
- 維基物種上的相關：大青褶伞